# Lebensart (Magazin)
Lebensart – Magazin für nachhaltige Lebenskultur (Eigenschreibweise LEBENSART) ist ein 2005 gegründetes österreichisches Magazin, das fünfmal jährlich erscheint. Es berichtet aus einer nachhaltig-/CSR-positiven Sichtweise in den Sparten Umwelt und Klima, Energie und Mobilität, Bauen und Wohnen, Landwirtschaft und Garten, Gesundheit und Ernährung, Reisen und Kultur, Wirtschaft und Arbeit, sowie Soziales und Gesellschaft. In unregelmäßigen Abständen erscheinen thematische Spezialhefte.

## Nachhaltigkeit
2013 gab der Lebensart Verlag erstmals einen Nachhaltigkeitsbericht für den Zeitraum 2010–2012 nach GRI-4-Richtlinie heraus und wurde dafür mit dem Austrian Sustainability Reporting Award (ASRA) ausgezeichnet.
Das Magazin Lebensart wird seit Unternehmensgründung auf fsc- bzw. pefc-zertifiziertem Papier und seit 2011 nach den Kriterien des Österreichischen Umweltzeichens durch das Niederösterreichische Pressehaus (UW-Nr. 808) gedruckt. Die Papierstärke wurde 2007 verringert (19 % verringerter Papierverbrauch), das Magazin ist seit Oktober 2012 auch als E-Paper erhältlich. Der Vertrieb wird seit 2012 etwa zur Hälfte CO2-kompensiert.
Die seit 2007 verwendete Biofolie für nicht vermeidbare Verpackung wurde ab Mitte 2012 bis auf weiteres durch PE-Folie substituiert, da laut Verlag keine Biofolie verfügbar war und die PE-Folie unter den verfügbaren Versandtaschen den geringsten CO2-Fußabdruck hinterlässt (Studie durchgeführt durch Denkstatt Österreich). Zu einem ähnlichen Ergebnis kam auch eine frühere Untersuchung durch Roland Hischier (EMPA-Institut St. Gallen). Bei Verfügbarkeit von Biofolie kommt diese bevorzugt zur Anwendung.
Der Verlag stützt sich auf eigens erstellte Werberichtlinien in der Auswahl der Inserate: „[Der Verlag] behält sich vor, Inserate abzulehnen, deren Inhalt dem Ziel der Förderung eines ökologisch, ökonomisch und sozial nachhaltigen Lebensstils widersprechen.“ Die Einschätzung dieser Kriterien obliegt dem Verlag selbst und orientiert sich an Gütesiegeln wie Bio-Siegeln, Umweltzeichen und Fairtrade-Kennzeichnungen.
Seit 2009 führt der Lebensart Verlag jährlich eine „Wahl der nachhaltigen Gestalter*innen Österreichs“ durch. Diese wurde bis 2011 im Magazin Lebensart, seither im Magazin Businessart und online publiziert.

## Auszeichnungen Verlag und Magazin
- 2010: Auszeichnung der Lebensart durch die UNESCO (Dekadenprojekt „Bildung für nachhaltige Entwicklung und globales Lernen“)[10][11]
- 2011: Auszeichnung des Netzwerkes Umweltbildung NÖ – bei dem der Lebensart Verlag Mitglied ist – als UNESCO-Dekadenprojekt[11]
- 2011: Nominierung der Nachhaltig-Reisen-Website für den Trigos-Preis Niederösterreich
- 2013: Trigos-Preis (Kategorie: „Ganzheitlichstes CSR-Engagement: Kleinunternehmen“)[12][13]
- 2013: Lebensart Verlag wird für den GRI-Erstbericht mit dem Austrian Sustainability Reporting Award (ASRA) ausgezeichnet (1. Platz)[2]
- 2013: Auszeichnung der Businessart als UNESCO-Dekadenprojekt[11]
- 2014: Auszeichnung des CSR-Circle (der Lebensart Verlag ist Mitträger des Circle) als UNESCO-Dekadenprojekt[11]
- 2016: Auszeichnung des Magazins und des Verlags mit dem „grünen Zweig“ der HLUW Yspertal.[14]